# Liste der Kulturgüter in Saint-Aubin FR
Die Liste der Kulturgüter in Saint-Aubin FR enthält alle Objekte in der Gemeinde Saint-Aubin im Kanton Freiburg, die gemäss der Haager Konvention zum Schutz von Kulturgut bei bewaffneten Konflikten, dem Bundesgesetz vom 20. Juni 2014 über den Schutz der Kulturgüter bei bewaffneten Konflikten sowie der Verordnung vom 29. Oktober 2014 über den Schutz der Kulturgüter bei bewaffneten Konflikten unter Schutz stehen.
Objekte der Kategorien A und B sind vollständig in der Liste enthalten, Objekte der Kategorie C fehlen zurzeit (Stand: 1. Januar 2023).

## Kulturgüter
| Foto |                                                                                            | Objekt | Kat. | Typ | Standort                                      | Beschreibung |
| ---- | ------------------------------------------------------------------------------------------ | --- | ---- | --- | --------------------------------------------- | ------------ |
| ja   | Datei hochladen · Wikidata zu Schloss Wallier, dann Vogtei-Residenz (Q29698020)            | Schloss Wallier, später Vogtresidenz / Château de Wallier puis résidence baillival KGS-Nr.: 02320                        | B    | G   | Place du Château 1 565064 / 193271            |              |
| ja   | Datei hochladen · Wikidata zu Pfarrkirche Saint-Aubin (Q29698039)                          | Pfarrkirche Saint-Aubin / Église paroissiale Saint-Aubin KGS-Nr.: 02321                                                  | B    | G   | Place du Château 2 565074 / 193335            |              |
| ja   | Datei hochladen · Wikidata zu Kapelle Immaculée-Conception-et-de-Saint-Nicolas (Q29698001) | Kapelle Immaculée-Conception-et-de-Saint-Nicolas / Chapelle de l’Immaculée-Conception-et-de-Saint-Nicolas KGS-Nr.: 13319 | B    | G   | Route de la Côte-aux-Moines 7 565666 / 194790 |              |